# 2005 TK50 (planetka)
2005 TK50 je planetka patřící do Apollonovy skupiny. Spadá současně mezi objekty pravidelně se přibližující k Zemi (NEO). Protože se v budoucnu může značně přiblížit k Zemi, byla zařazena též mezi potenciálně nebezpečné planetky (PHA). Její dráha však prozatím není definitivně stanovena, proto jí nebylo dosud přiděleno katalogové číslo.

## Popis objektu
Vzhledem k tomu, že byla pozorována pouze několik hodin během mimořádného přiblížení k Zemi, nestihli astronomové provést spektroskopický výzkum. Také její dráha je známa s velmi malou přesností a proto bude obtížné ji znovuobjevit při dalších přiblíženích k Zemi. Proto o jejím chemickém složení není nic známo. Její průměr je odhadován na základě hvězdné velikosti a protože není známo ani albedo jejího povrchu, je proto značně nejistý, stejně jako údaje o hmotnosti a střední hustotě, uvedené v připojené tabulce.

## Historie
Planetku objevili 9. října 2005 kolem 04:12 světového času (UTC) na Steward Observatory na Kitt Peak v rámci programu Spacewatch devadesáticentimetrovým dalekohledem s CCD kamerou astronomové T. H. Bressi a J. J. Gomez. Posledně jmenovaný byl dobrovolník-amatér ze Španělska, který se zapojil do programu hledání velmi rychle se pohybujících těles v blízkosti Země FMOP (Fast Moving Objects Program). Dne 10. října 2005 v 04:01 UTC prolétla planetka rychlostí 18,29 km/s v minimální vzdálenosti 135 tis. km od středu Země. Vizuální vyhodnocení záznamu z CCD kamery však trvalo určitou dobu a objev byl tak nahlášen Středisku pro malé planety MPC (Minor Planet Center) až 12. října 2005, což znemožnilo zapojení dalších hvězdáren do sledování tohoto objektu, který nezitím zmizel daleko od Země. Proto bude obtížné při dalších návratech do blízkosti Země tento objekt znovu objevit.

## Výhled do budoucnosti
Ze znalosti současných elementů dráhy planetky vyplývá, že minimální vypočítaná vzdálenost mezi její drahou a dráhou Země činí 117 tis. km. Nejbližší větší přiblížení k Zemi na vzdálenost 28,7 mil. km se očekává 27. září 2013. V tomto století dojde ještě k dalším přiblížením tohoto tělesa k Zemi, a to 2027, 2051, 2054, 2059, 2090 a 2098. Kromě toho planetka prolétne v roce 2072 kolem Marsu (ve vzdálenosti 7,4 mil. km) a v roce 2098 kolem Venuše (6,8 mil. km). Tyto dva průlety však příliš neovlivní elementy dráhy tohoto tělesa. Průlety v letech 2027 a 2054 jsou klasifikovány jako velmi blízké, avšak se zanedbatelným rizikem kolize. Poněkud vyšší nebezpečí znamená průlet 7. března 2100. Kumulativní pravděpodobnost srážky se Zemí ve 21. století není příliš vysoká a byla vyčíslena na 1,5×10−7 (tj. 1:6 667 000). Na turínské škále je proto klasifikována stupněm 0, na palermské -8,66. Pokud by však ke kolizi došlo, činila by rychlost střetu tělesa se Zemí přibližně 24,1 km/s. Vzhledem k odhadovaným rozměrům by její kolize se Zemí nezpůsobila pravděpodobně žádné škody.